# Groot Tempelhof
Het Groot Tempelhof is een historische hoeve in het tot de West-Vlaamse gemeente Middelkerke behorende dorp Slijpe, gelegen aan Tempelhofstraat 16.

## Geschiedenis
Hier was vanouds de commanderij van de tempeliers gevestigd. In 1172 schonk graaf Filips van den Elzas het patronaatsrecht van de kerk en het tiendrecht aan de tempeliers. De commanderij werd vanaf 1312, na ontbinding van de orde, door de johannieters overgenomen. De commanderij werd op de kaart van Pieter Pourbus (1561-1571) afgebeeld als een omgracht en ommuurd goed met onder meer een hoofdgebouw, een kapel, een brouwerij en een hospitaal. Ook op de Ferrariskaarten (1770-1778) werd het Groot Tempelhof afgebeeld, nu als een omgrachte hoeve met de naam Cense Groot Tempelhof.
De boerderij werd verwoest tijdens de Eerste Wereldoorlog en in 1921 herbouwd in historiserende baksteenbouw naar ontwerp van Raymond Heyneman. Het betreft een langgerekte hoeve. Ernaast ligt de hoeve Klein Tempelhof.
In 2002-2003 werd archeologisch onderzoek verricht, waarbij de fundamenten werden blootgelegd van een deel van het hoofdgebouw, de kapel met naastgelegen kerkhof, het armenhuis, een 18e-eeuwse schuur en een deel van de middeleeuwse schuur, en een deel van de ommuring.